# Erythrocera longicornis
Erythrocera longicornis là một loài ruồi trong họ Tachinidae.